# Obsequium amicos, veritas odium parit
La locuzione latina Obsequium amicos, veritas odium parit, tradotta letteralmente, significa: "L'adulazione procura amici, la verità genera odio" (Terenzio, Andria, a. I, sc. I, verso 68).
Questa frase, citata anche nella forma breve Veritas odium parit, esprime una verità incontrovertibile, che ognuno di noi riscontra nella propria vita: la verità fa male (come recita anche una celebre canzone).
D'altra parte, è anche chiaro che gli amici che ci può procurare l'adulazione non sono davvero tali.